# 马林弗利斯
马林弗利斯（德語：Marienfließ）是德国勃兰登堡州的一个市镇，隶属于普里格尼茨县。总面积为77.7平方千米，截至2020年总人口为697人。